# 에탐부톨
에탐부톨(EMB 또는 E)은 세균 발육을 억제하는 정식 항결핵제이다. 이 약은 이소니아지드, 리팜피신, 피라진아마이드와 같은 다른 항결핵제와 함께 처방되며, '마이암부톨' 또는 'Servambutol'의 이름으로 판매된다.

## 부작용
- 시신경염의 위험이 있어 6세 미만의 아동에는 사용하지 않는다.[2]
- 적록색맹
- 말초신경장애
- 관절통
- 고요산혈증
- 수직 안구진탕증

## 작용 기제
에탐부톨은 세포벽의 형성을 방해하여 활동적으로 자라는 결핵 세포의 발육을 저지한다. 아라비노갈락탄의 D-아라비노오스 잔여물 무리의 5'-수산기에 미콜산이 붙어 세포벽에 미콜-아라비노갈락탄-펩티도글라이칸(mycolyl-arabinogalactan-peptidoglycan) 화합물을 구성한다. 이것이 아라비노실 전이 효소를 막아 아라비노갈락탄 합성을 방해한다. 아라비노갈락탄 합성을 막는 것은 이러한 화합물의 구성을 금하여 세포벽의 투과성을 증가시키게 된다.

## 약물 동태
소화 과정에서 잘 흡수되며, 몸 안의 조직과 체액에 잘 나뉘며, 50%는 변화 없이 오줌으로 배출된다.

## 같이 보기
- 카이랄성
- 입체화학